# 광서제의 섭정
이 문서는 청나라 덕종 광서제의 섭정에 대해서 서술한다.

## 청 덕종 광서제의 섭정

### 사촌 형 청 목종 동치제의 선위를 받은 청 덕종 광서제의 보위 등극과 치세
청 덕종 광서제의 섭정은 중국 청나라 제11대 군주 광서제가 1874년 12월 17일을 기하여 선위를 한 사촌 형 동치제의 양위를 받고 3세 나이로 보위에 올라 1898년 3월 18일을 기하여 친정하고 이후 1898년 3월 18일을 기하여 광서제의 실권이 다시 박탈될 때까지 광서제의 섭정을 거쳐간 이들을 통틀어 이르는 명칭이다.
광서제의 사촌 서형(四寸 庶兄)인 동치제는 1874년 12월 17일을 기하여 광서제에게 선위하고 퇴위한 후 천연두로 투병 중 퇴위 한 달 후 1875년 1월 12일을 기하여 붕어하였다.
한편, 청 덕종 광서제는 사촌 형이었던 동치제의 선위와 아울러 서백모(庶伯母)였던 서태후의 지원으로 즉위하였다. 참고로 여담이지만 서태후는 광서제에게 친가 친척 촌수로는 서백모(庶伯母)가 되었고 외가 친척 촌수로는 이모(姨母)가 되었다. 이처럼 서태후와는 친가와 외가의 겹친척을 이루었던 광서제는 1874년 12월 17일에서 1908년 11월 14일까지 재위하는 동안 1874년 12월 17일에서 1881년 4월 8일까지는 적모(嫡母)인 동태후가 섭정하였고 1881년 4월 8일에서 1889년 2월 25일까지는 이모(姨母)이자 서백모(庶伯母)인 서태후가 섭정을 하였다. 이후 1889년 2월 25일에서 1898년 3월 18일까지 친정을 하였으나 1898년 3월 18일을 기하여 서태후가 총리대신 경밀친왕 혁광 공과 함께 일으킨 궁중 정변으로 광서제는 결국 유폐되어 서태후를 거쳐 경밀친왕 혁광에게 다시 실권이 박탈되었고 1908년 11월 14일을 기하여 붕어할 때까지 유폐되어 이 와중에는 1899년 3월 18일에서 1900년 1월 24일까지 광서제의 7촌 조카였던 보국공 푸쥔이 광서제 섭정 체제 및 대립군주 청 보경제 겸직을 하였고 이후 경밀친왕 이광이 광서제 붕어 시기까지 실권을 쥐는 등 이토록 광서제는 10년이 넘도록 또다시 젊은 허수아비 군주의 신세를 지냈다.

### 역대 광서제 섭정
- 동태후 - 재임기간: 1874년 12월 17일 ~ 1881년 4월 8일 (동태후의 광서제 섭정 체제.)
- 서태후 - 재임기간: 1881년 4월 8일 ~ 1888년 12월 17일 (서태후의 첫 광서제 섭정 체제.)

### 역대 광서제 대리청정
- 서태후 - 재임기간: 1898년 3월 18일 ~ 1899년 1월 1일 (광서제 친정 이후 실권 전격 박탈 및 서태후의 1차 대리청정 체제.)
- 경밀친왕 이광 - 재임기간: 1899년 1월 1일 ~ 1899년 3월 18일 (경밀친왕 이광의 1차 광서제 대리청정 체제.)
- 보국공 푸쥔 - 재임기간: 1899년 3월 18일 ~ 1900년 1월 24일 (보국공 푸쥔의 광서제 대리청정 체제 및 대립군주 청 보경제 겸직.)
- 서태후 - 재임기간: 1900년 1월 24일 ~ 1900년 1월 29일 (서태후의 최후 대리청정 체제.)
- 타타라 즈루이 - 재임기간: 1900년 1월 29일 ~ 1900년 9월 21일
- 장즈둥 - 재임기간: 1900년 9월 21일 ~ 1900년 9월 28일
- 위안스카이 - 재임기간: 1900년 9월 28일 ~ 1900년 10월 1일
- 경밀친왕 이광 - 재임기간: 1900년 10월 1일 ~ 1908년 11월 14일 (경밀친왕 이광의 2차 광서제 섭정 체제.)